# 修三・アベロク 野球に乾杯!!
修三・アベロク 野球に乾杯!!（しゅうぞう・あべろく やきゅうにかんぱい!!）は2004年10月2日から2005年3月26日まで朝日放送ラジオ（ABCラジオ）で毎週土曜日の20:00 - 20:30に放送されていたラジオ番組。
番組では有田修三（元・近鉄バファローズ・読売巨人軍・福岡ダイエーホークス選手、近鉄コーチ、現・ABCプロ野球解説者）とアベロクこと安部憲幸アナウンサー（かつてはプロ野球中継を担当していたが当時は既に撤退）の2名をパーソナリティーとして迎え、プロ野球の最新情報とそれにまつわる建設的な意見・提言、リスナー参加型クイズコーナー、有田の半生を野球史を絡ませて振り返るコーナーの3本立てで構成されている。
| スタブアイコン | サブスタブ | この項目は、まだ閲覧者の調べものの参照としては役立たない、ラジオ番組に関連した書きかけの項目です。この項目を加筆・訂正などしてくださる協力者を求めています（P:ラジオ/PJ:放送番組）。 |